# Dizimieu
Dizimieu ist eine französische Gemeinde mit 818 Einwohnern (Stand: 1. Januar 2022) im Département Isère in der Region Auvergne-Rhône-Alpes. Sie gehört zum Arrondissement La Tour-du-Pin und ist Teil des Kantons Charvieu-Chavagneux. Die Einwohner werden Dizimolans genannt.

## Geografie
Dizimieu liegt etwa 36 Kilometer ostsüdöstlich von Lyon. Umgeben wird Dizimieu von den Nachbargemeinden Crémieu im Norden und Nordwesten, Siccieu-Saint-Julien-et-Carisieu im Norden und Osten, Trept im Süden und Südosten, Saint-Hilaire-de-Brens im Süden, Moras im Südwesten sowie Villemoirieu im Westen.

## Bevölkerungsentwicklung
| Jahr                       | 1962 | 1968 | 1975 | 1982 | 1990 | 1999 | 2006 | 2017 |
| -------------------------- | ---- | ---- | ---- | ---- | ---- | ---- | ---- | ---- |
| Einwohner                  | 237  | 249  | 238  | 306  | 398  | 496  | 616  | 837  |
| Quellen: Cassini und INSEE |      |      |      |      |      |      |      |      |

## Verkehr

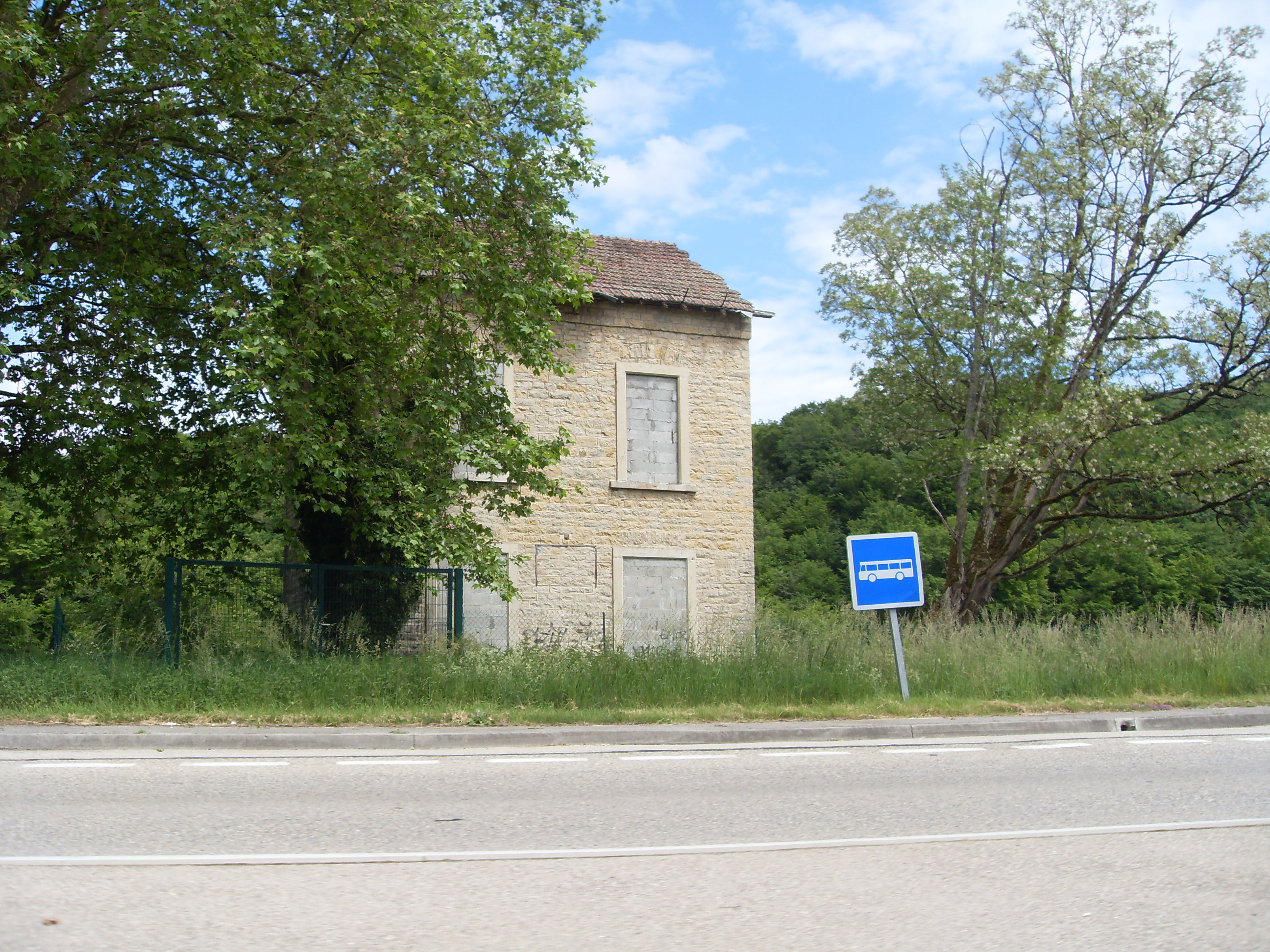
Ehemaliges Bahnhofsgebäude

Dizimieu hatte seit 1881 einen Bahnhof an der Bahnstrecke von Lyon nach Aoste-Saint-Genix (Chemin de fer de l'Est de Lyon). Der Personenverkehr wurde 1947 eingestellt.

## Sehenswürdigkeiten
- Schloss Dizimieu mit Donjon, seit 1988 Monument historique

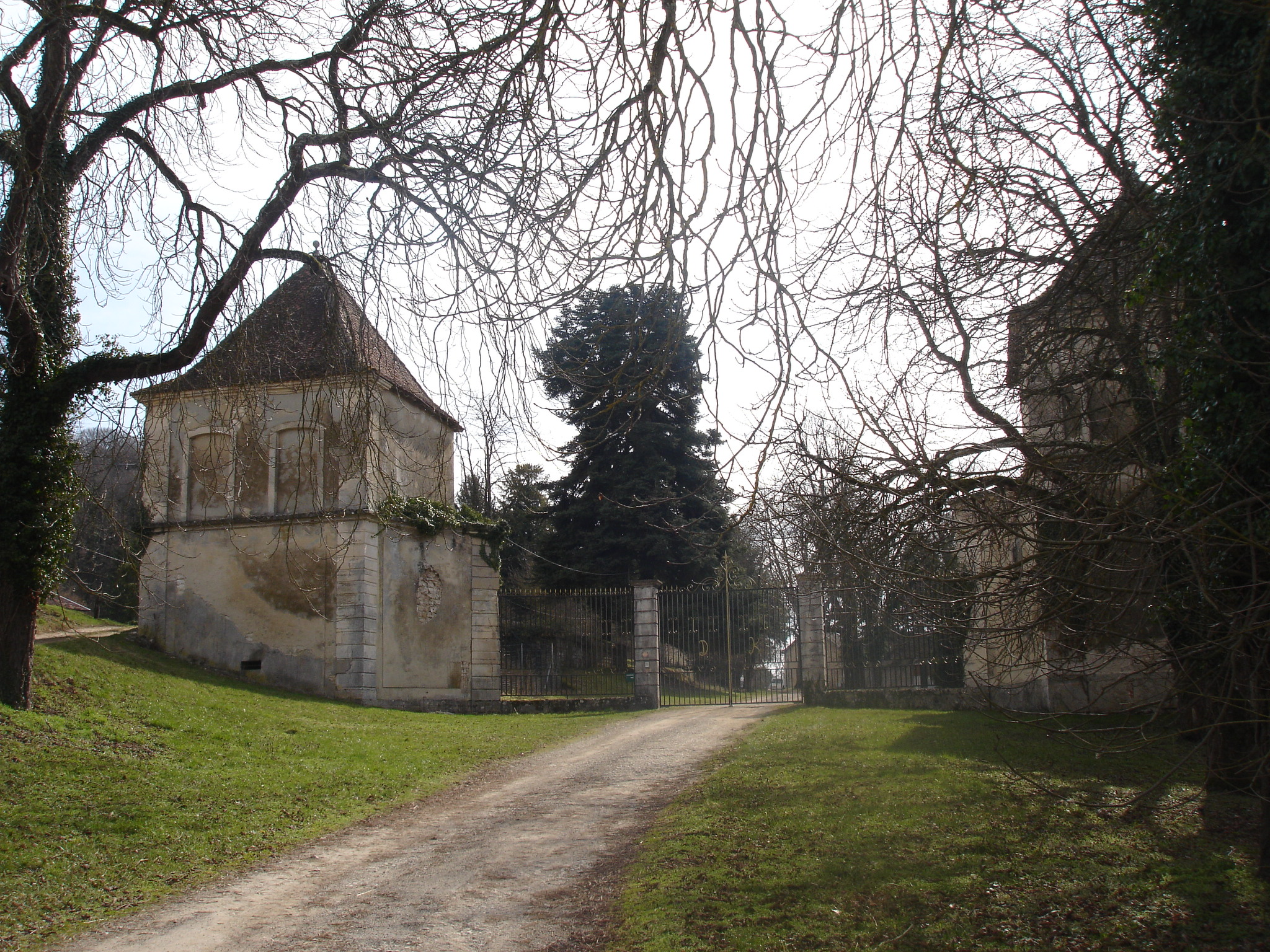
Einfahrt zum Schloss Dizimieu